# Municipality of Hunter's Hill
Municipality of Hunter's Hill is een Local Government Area (LGA) in Australië in de staat New South Wales in de agglomeratie van Sydney. Municipality of Hunter's Hill telt 14.031 inwoners. De hoofdplaats is Hunters Hill.